# Tournoi qualificatif de l'OFC des moins de 17 ans 1999
Navigation
Nouvelle-Zélande 1997 Samoa/Vanuatu 2001
Le tournoi qualificatif de l'OFC de football des moins de 17 ans 1999 est la huitième édition du tournoi qualificatif de l'OFC des moins de 17 ans qui a eu lieu aux Fidji du 1er au 14 mai 1999. 
L'équipe de Nouvelle-Zélande, sacrée championne d'Océanie pour la première fois de son histoire lors de l'édition précédente ne prend pas part au tournoi car le pays est organisateur de la prochaine Coupe du monde des moins de 17 ans, qui aura lieu durant l'été 1999. Cette absence permet à l'Australie de récupérer son titre et de se qualifier pour le barrage intercontinental (la place dévolue à l'Océanie étant prise par la Nouvelle-Zélande, pays organisateur). Onze équipes sont inscrites au tournoi, il s'agit d'un record : l'équipe des Samoa américaines participe pour la première fois à la compétition tout comme celle des Îles Tonga.

## Équipes participantes
- Fidji - Organisateur
- Australie
- Îles Salomon
- Tonga
- Tahiti
- Samoa
- Vanuatu
- Îles Cook
- Samoa américaines
- Nouvelle-Calédonie
- Papouasie-Nouvelle-Guinée

## Résultats
Les 11 équipes participantes sont réparties en 2 poules. Au sein de la poule, chaque équipe rencontre ses adversaires une fois. À l'issue des rencontres, les 2 premiers de chaque poule se qualifient pour la phase finale de la compétition, disputée en demi-finales et finale. 

### Groupe A
| Rang | Équipe                    | Pts | J | G | N | P | Bp | Bc | Diff |  | Résultats (▼ dom., ► ext.) |  |     |     |      |      |      |
| ---- | ------------------------- | --- | - | - | - | - | -- | -- | ---- |  | -------------------------- |  | --- | --- | ---- | ---- | ---- |
| 1    | Australie                 | 15  | 5 | 5 | 0 | 0 | 42 | 1  | +41  |  | Australie                  |  | 2-1 | 9-0 | 8-0  | 8-0  | 15-0 |
| 2    | Fidji                     | 12  | 5 | 4 | 0 | 1 | 33 | 5  | +28  |  | Fidji                      |  |     | 5-2 | 10-1 | 9-0  | 8-0  |
| 3    | Vanuatu                   | 9   | 5 | 3 | 0 | 2 | 32 | 15 | +17  |  | Vanuatu                    |  |     |     | 8-0  | 11-0 | 11-1 |
| 4    | Papouasie-Nouvelle-Guinée | 6   | 5 | 2 | 0 | 3 | 10 | 26 | -16  |  | Papouasie-Nouvelle-Guinée  |  |     |     |      | 1-0  | 8-0  |
| 5    | Îles Cook                 | 1   | 5 | 0 | 1 | 4 | 2  | 31 | -29  |  | Îles Cook                  |  |     |     |      |      | 2-2  |
| 6    | Samoa américaines         | 1   | 5 | 0 | 1 | 4 | 3  | 44 | -41  |  | Samoa américaines          |  |     |     |      |      |      |

### Groupe B
| Rang | Équipe             | Pts | J | G | N | P | Bp | Bc | Diff |  | Résultats (▼ dom., ► ext.) |  |     |     |     |     |
| ---- | ------------------ | --- | - | - | - | - | -- | -- | ---- |  | -------------------------- |  | --- | --- | --- | --- |
| 1    | Îles Salomon       | 12  | 4 | 4 | 0 | 0 | 16 | 1  | +15  |  | Îles Salomon               |  | 5-0 | 6-1 | 3-0 | 2-0 |
| 2    | Nouvelle-Calédonie | 7   | 4 | 2 | 1 | 1 | 7  | 7  | 0    |  | Nouvelle-Calédonie         |  |     | 3-2 | 4-0 | 0-0 |
| 3    | Tahiti             | 6   | 4 | 2 | 0 | 2 | 11 | 9  | +2   |  | Tahiti                     |  |     |     | 6-0 | 2-0 |
| 4    | Samoa              | 3   | 4 | 1 | 0 | 3 | 4  | 13 | -9   |  | Samoa                      |  |     |     |     | 4-0 |
| 5    | Tonga              | 1   | 4 | 0 | 1 | 3 | 0  | 8  | -8   |  | Tonga                      |  |     |     |     |     |

### Demi-finales
| 12 mai 1999 | Fidji | 4 - 3 | Îles Salomon | Prince Charles Park, Nadi |  |
|             |       |       |              |                           |  |

| 12 mai 1999 | Australie | 8 - 0 | Nouvelle-Calédonie | Churchill Park, Lautoka |  |
|             |           |       |                    |                         |  |

### Match pour la3eplace
| 14 mai 1999 | Îles Salomon | n/d | Nouvelle-Calédonie | Churchill Park, Lautoka |  |
|             |              |     |                    |                         |  |

### Finale
| 14 mai 1999 | Australie | 5 - 0 | Fidji | Churchill Park, Lautoka |  |
|             |           |       |       |                         |  |

- L'Australie se qualifie pour le barrage intercontinental pour la Coupe du monde 1999.

### Barrage intercontinental
La Nouvelle-Zélande, pays organisateur de la prochaine Coupe du monde, est qualifié d'office pour la compétition. Pour permettre à une autre équipe d'avoir une chance de se qualifier par le biais du championnat d'Océanie, un barrage est organisé entre le championnat d'Océanie - l'Australie - et l'équipe arrivée 3e de la Coupe d'Asie des moins de 16 ans 1998, l'équipe de Bahreïn. Les 2 équipes s'affrontent en matchs aller et retour pour déterminer le dernier qualifié pour le tournoi mondial.
| 14 août 1999 | Australie | 2 - 1 | Bahreïn | Canberra |  |
|              |           |       |         |          |  |

| 27 août 1999 | Bahreïn | 0 - 1 | Australie | Manama |  |
|              |         |       |           |        |  |

- L'Australie se qualifie pour la Coupe du monde 1999 (score cumulé 3-1). L'Océanie est représentée pour la première fois de son histoire par 2 sélections lors d'une Coupe du monde, toutes catégories d'âge confondues.

## Sources et liens externes
- (en) Feuilles de matchs et infos sur RSSSF